# 錦町 (上尾市)
錦町（にしきちょう）は、埼玉県上尾市の町名。現行行政地名は錦町のみ。丁番を持たない単独町名である。住居表示未実施地区。郵便番号は362-0006。
市の統計などでは上平地区で分類されている。町名地番変更により成立した新しい地名である。

## 地理
埼玉県の中央地域（県央地域）で、上尾市中央部のやや北に位置する東西に細長く平坦な地域。地区の南端の緑丘との境には芝川が流れていたが暗渠化され、その上部は車道となっている。町域の東側を上尾村、東側を本町や緑丘、西側から北側にかけて上平中央や西門前と隣接する。
全域が市街化区域で、主に第一種低層住居専用地域（一部、第一種中高層住居専用地域や第二種低層住居専用地域）に指定され、全体的には住宅地が広がっている。かつては地区の大半は芝川流域沿いの水田や耕作地であった。

### 地価
住宅地の地価は、2010年（平成22年）の都道府県地価調査によれば、錦町13-13の地点で11万9000円/m2となっている。

## 歴史
- 1968年（昭和43年） - 同年7月1日に設立認可された西門前土地区画整理事業の工事に着手する[12]。
- 1970年（昭和45年）8月26日 - 西門前土地区画整理事業の完成により町名地番変更を実施、大字西門前、大字久保、大字南、大字上尾宿、大字上尾村の各一部[7]より錦町が成立する[9]。
- 1983年（昭和58年）
  - 6月 - 上平農住組合による土地区画整理事業の工事に着手する[13]。
  - 9月 - 土地区画整理事業の一環として「美原コープタウン」を着工する[13]。
- 1984年（昭和59年）
  - 3月 - 「美原コープタウン」のA・B棟が落成する[13]。また、土地区画整理事業が完成、地内に児童公園（街区公園）の「美原公園」が竣工される（着工は同年1月）[13]。
  - 4月 - 「美原コープタウン」のA・B棟の入居を開始する。また、C・D棟が落成し翌月より入居を開始する[13]。
- 1989年（平成元年） - 流域周辺の宅地化を理由に地区南端を流れている芝川の暗渠化工事に着手する[10]。
- 1995年（平成7年） - 芝川がボックスカルバートにより暗渠化される[10]。

## 世帯数と人口
2019年（平成31年）1月1日現在（上尾市発表）の世帯数と人口は以下の通りである。
| 町丁 | 世帯数  | 人口    |
| ---- | ------- | ------- |
| 錦町 | 705世帯 | 1,713人 |

## 小・中学校の学区
市立小・中学校に通う場合、学区（校区）は以下の通りとなる。
| 町丁 | 番地 | 小学校             | 中学校           |
| ---- | ---- | ------------------ | ---------------- |
| 錦町 | 全域 | 上尾市立芝川小学校 | 上尾市立東中学校 |

## 事業所
2021年（令和3年）現在の経済センサス調査による事業所数と従業員数は以下の通りである。
| 町丁 | 事業所数 | 従業員数 |
| ---- | -------- | -------- |
| 錦町 | 29事業所 | 104人    |

## 交通
地区内に鉄道は敷設されていない。最寄り駅はJR東日本高崎線北上尾駅で、錦町13-13の地点よりおよそ 1.2 km離れている。

### 道路
地区内に国道や主要地方道・一般県道は通っていない。
- 西門前緑丘線[8]

### バス
上尾駅東口駅前から羽貫駅方面への路線バスが運行されている。 
朝日自動車菖蒲営業所
路線が地区内を通過するのみでバス停留所は設置されていない。地区から少し外れた場所に「西門前」や「緑ヶ丘五丁目」停留所がある。
上尾市コミュニティバス「ぐるっとくん」
路線が地区内に設定されていないので、バス停留所も設置されていない。

## 町内会
- 錦町町会[18]

## 施設
- 上平農住組合記念会館（錦町第二公民館）
- 美原コープタウン - 4棟（A〜D棟）77戸からなる共同賃貸住宅[13]。上尾東団地（本町6丁目）の隣接地に立地する。
- 錦町中央公園 - 指定緊急避難場所（地震・洪水）に指定[19]。旧称西門前第一公園。
- 錦町西公園 - 指定緊急避難場所（地震・洪水）に指定。旧称西門前第二公園。
- 美原公園

※ 錦町第一公民館は上平中央二丁目の芝川小学校隣接地に所在する。